# Серове (аэропорт)
Аэропорт Серове (ИКАО: FBSR) — закрытый в настоящее время коммерческий аэропорт, расположенный в Серове (Ботсвана).